# Кенжеєв Жанарбек Салімбайович
Жанарбек Салімбайович Кенжеєв (нар. 5 серпня 1985, Талас, Таласька область, Киргизька РСР, СРСР) — киргизстанський борець греко-римського стилю, дворазовий чемпіон, срібний та триразовий бронзовий призер чемпіонатів Азії, триразовий бронзовий призер Азійських ігор, учасник двох Олімпійських ігор. Заслужений майстер спорту Киргизстану.

## Життєпис
Боротьбою Жанарбек почав займатися з 1997 року під впливом своїх братів, що вже були борцями. Його прадід був відомим в Талаській області силачем, тесть Мейрамбек Ахметов — заслужений тренер Киргизстану, суддя олімпійського рівня, майстер спорту СРСР.
У 2000 році Кенжеєв став чемпіоном Азії серед кадетів. Наступного року повторив цей успіх на цих же змаганнях. У 2003 році завоював бронзову нагороду на чемпіонаті світу серед юніорів. Наступного року такого ж результату досяг на юніорській першості Азії. У 2005 році став чемпіоном світу серед юніорів.
Виступав за борцівський клуб СДЮСШОР-1, Бішкек. Тренер — Хакім Махмудов.
На Олімпійському кваліфікаційному турнірі з боротьби 2016 року в Астані Жанарбек Кенжеєв завоював ліцензію на участь в літніх Олімпійських іграх 2016 року. Але перед поїздкою до Ріо-де-Жанейро він став героєм допінгового скандалу. У травні 2016 року він позбувся олімпійської ліцензії через те, що допінг-тест виявив в його організмі мельдоній. У липні Кенжеєв добився повернення ліцензії, але завоювати медаль Олімпіади йому не вдалося. У першому ж поєдинку киргизький спортсмен поступився борцю з Грузії Роберту Кобліашвілі і вибув з подальшої участі в турнірі. Це була друга Олімпіада для Жанарбека Кенжеєва. За 12 років до того він взяв участь у літніх Олімпійських іграх 2004 року в Афінах. Там киргизький борець провів три сутички у груповому турнірі — з Арою Абрахамяном зі Швеції, із Сінго Мацумото з Японії та з Аттілою Батки із Словаччини, і у всіх зазнав поразки.
Закінчив середню школу № 66 в Бішкеку із золотою медаллю. Потім навчався в Киргизькому національному університеті за спеціальністю «юриспруденція».
На початку 2017 року Жанарбек Кенжеєв обійняв посаду заступника голови Дирекції з олімпійських видів спорту Республіки Киргизстан.

## Спортивні результати на міжнародних змаганнях

### Виступи на Олімпіадах
| Змагання                    | Збірна     | Вагова категорія                 | Місце |
| --------------------------- | ---------- | -------------------------------- | ----- |
| Літні Олімпійські ігри 2004 | Киргизстан | греко-римська боротьба, до 84 кг | 13    |
| Літні Олімпійські ігри 2016 | Киргизстан | греко-римська боротьба, до 85 кг | 15    |

### Виступи на Чемпіонатах світу
| Змагання                        | Збірна     | Вагова категорія                 | Місце |
| ------------------------------- | ---------- | -------------------------------- | ----- |
| Чемпіонат світу з боротьби 2003 | Киргизстан | греко-римська боротьба, до 84 кг | 22    |
| Чемпіонат світу з боротьби 2005 | Киргизстан | греко-римська боротьба, до 84 кг | 11    |
| Чемпіонат світу з боротьби 2007 | Киргизстан | греко-римська боротьба, до 84 кг | 32    |
| Чемпіонат світу з боротьби 2011 | Киргизстан | греко-римська боротьба, до 84 кг | 11    |
| Чемпіонат світу з боротьби 2015 | Киргизстан | греко-римська боротьба, до 85 кг | 32    |

### Виступи на Чемпіонатах Азії
| Змагання                       | Збірна     | Вагова категорія                 | Місце  |
| ------------------------------ | ---------- | -------------------------------- | ------ |
| Чемпіонат Азії з боротьби 2003 | Киргизстан | греко-римська боротьба, до 84 кг | 5      |
| Чемпіонат Азії з боротьби 2004 | Киргизстан | греко-римська боротьба, до 84 кг | Срібло |
| Чемпіонат Азії з боротьби 2005 | Киргизстан | греко-римська боротьба, до 84 кг | Бронза |
| Чемпіонат Азії з боротьби 2007 | Киргизстан | греко-римська боротьба, до 84 кг | Бронза |
| Чемпіонат Азії з боротьби 2008 | Киргизстан | греко-римська боротьба, до 84 кг | 5      |
| Чемпіонат Азії з боротьби 2010 | Киргизстан | греко-римська боротьба, до 84 кг | Бронза |
| Чемпіонат Азії з боротьби 2014 | Киргизстан | греко-римська боротьба, до 80 кг | Золото |
| Чемпіонат Азії з боротьби 2015 | Киргизстан | греко-римська боротьба, до 85 кг | 5      |
| Чемпіонат Азії з боротьби 2016 | Киргизстан | греко-римська боротьба, до 85 кг | Золото |

### Виступи на Азійських іграх
| Змагання           | Збірна     | Вагова категорія                 | Місце  |
| ------------------ | ---------- | -------------------------------- | ------ |
| Азійські ігри 2002 | Киргизстан | греко-римська боротьба, до 74 кг | 8      |
| Азійські ігри 2006 | Киргизстан | греко-римська боротьба, до 84 кг | Бронза |
| Азійські ігри 2010 | Киргизстан | греко-римська боротьба, до 84 кг | Бронза |
| Азійські ігри 2014 | Киргизстан | греко-римська боротьба, до 80 кг | Бронза |

### Виступи на інших змаганнях
| Змагання                                                         | Збірна     | Вагова категорія                 | Місце  |
| ---------------------------------------------------------------- | ---------- | -------------------------------- | ------ |
| Олімпійський кваліфікаційний турнір з боротьби 2004 (Новий Сад)  | Киргизстан | греко-римська боротьба, до 84 кг | 4      |
| Олімпійський кваліфікаційний турнір з боротьби 2008 (Роме-Остія) | Киргизстан | греко-римська боротьба, до 84 кг | 7      |
| Олімпійський кваліфікаційний турнір з боротьби 2008 (Новий Сад)  | Киргизстан | греко-римська боротьба, до 84 кг | 25     |
| Кубок Ядегара Імама 2011                                         | Киргизстан | греко-римська боротьба, до 84 кг | 12     |
| Кубок Президента Казахстану з боротьби 2011                      | Киргизстан | греко-римська боротьба, до 84 кг | 6      |
| Кубок Владислава Питласинські 2011                               | Киргизстан | греко-римська боротьба, до 84 кг | 22     |
| Олімпійський кваліфікаційний турнір з боротьби 2012 (Астана)     | Киргизстан | греко-римська боротьба, до 84 кг | 7      |
| Олімпійський кваліфікаційний турнір з боротьби 2012 (Тайюань)    | Киргизстан | греко-римська боротьба, до 84 кг |        |
| Олімпійський кваліфікаційний турнір з боротьби 2012 (Гельсінкі)  | Киргизстан | греко-римська боротьба, до 84 кг | 5      |
| Міжнародний турнір Ньюйоркського атлетичного клубу 2012          | Киргизстан | греко-римська боротьба, до 84 кг | Бронза |
| Золотий Гран-прі з боротьби 2013 (Сомбатгей)                     | Киргизстан | греко-римська боротьба, до 84 кг | 8      |
| Літня Універсіада 2013                                           | Киргизстан | греко-римська боротьба, до 84 кг | 9      |
| Міжнародний турнір Любомира Івановича-Гедзи 2014                 | Киргизстан | греко-римська боротьба, до 85 кг | 9      |
| Гран-прі FILA 2015                                               | Киргизстан | греко-римська боротьба, до 85 кг | 17     |
| Турнір Вехбі Емре і Гаміта Каплана 2015                          | Киргизстан | греко-римська боротьба, до 85 кг | 13     |
| Кубок Президента Казахстану з боротьби 2015                      | Киргизстан | греко-римська боротьба, до 85 кг | 6      |
| Олімпійський кваліфікаційний турнір з боротьби 2016 (Астана)     | Киргизстан | греко-римська боротьба, до 85 кг | Срібло |

### Виступи на змаганнях молодших вікових груп
| Змагання                                      | Збірна     | Вагова категорія                 | Місце  |
| --------------------------------------------- | ---------- | -------------------------------- | ------ |
| Чемпіонат Азії з боротьби серед кадетів 2000  | Киргизстан | греко-римська боротьба, до 76 кг | Золото |
| Чемпіонат Азії з боротьби серед кадетів 2001  | Киргизстан | греко-римська боротьба, до 76 кг | Золото |
| Чемпіонат світу з боротьби серед юніорів 2003 | Киргизстан | греко-римська боротьба, до 84 кг | Бронза |
| Чемпіонат Азії з боротьби серед юніорів 2004  | Киргизстан | греко-римська боротьба, до 84 кг | Бронза |
| Чемпіонат світу з боротьби серед юніорів 2005 | Киргизстан | греко-римська боротьба, до 84 кг | Золото |